# Hofanlage Höfeweg 47
Die Hofanlage Höfeweg 47 im niedersächsischen Elsfleth-Butteldorf im Landkreis Wesermarsch stammt aus dem späten 19. Jahrhundert.

Aktuell (2023) wird sie als Wohnhaus und gewerblich genutzt.
Die Gebäude stehen unter Denkmalschutz (siehe auch Liste der Baudenkmale in Butteldorf).

## Beschreibung und Geschichte
Die Marschhufensiedlung Moorriem mit der südwestlichen Bauerschaft Butteldorf erstreckt sich über etwa 16 Kilometer, wurde nach 1062 gegründet und erhielt im 14. Jahrhundert die heutige Struktur mit den schmalen, oft extrem langgestreckten Parzellen. Im Abstand von ca. 50 bis 100 Metern liegen zahlreiche Hofstellen auf Wurten.
Die Hofanlage auf einer Wurt besteht aus:
- dem eingeschossigen giebelständigen kleineren Wohn- und Wirtschaftsgebäude aus dem späten 19. Jahrhundert und dem Wirtschaftsgiebel von 1924 (Inschrift) als Zweiständer-Hallenhaus mit Backsteinaußenmauern, reetgedecktem Krüppelwalmdach, Niedersachsengiebeln mit Uhlenloch, der Grooten Door mit Korbbogen; das Haus wurde um 1910 erneuert,[2]
- der giebelständigen Scheune aus der ersten Hälfte des 19. Jhs. in Ankerbalkenkonstruktion und verbohltem Fachwerk, mit Walmdach und Querdurchfahrt[3]
- sowie weiteren nicht denkmalgeschützten Nebenanlagen.

Das Landesdenkmalamt befand: „… geschichtliche und städtebaulichen Bedeutung. … Die Hofstellen Höfeweg 43–51 zeigen beispielhaft die Siedlungsstruktur und -geschichte von Moorriem. …“